# Tipula gomina
Tipula gomina är en tvåvingeart som beskrevs av Dufour 2003. Tipula gomina ingår i släktet Tipula och familjen storharkrankar. Inga underarter finns listade i Catalogue of Life.